# Прапор Коктебеля
Прапор Коктебеля — офіційний символ смт Коктебель. Прапор селища було затверджено 26 листопада 2009 року рішенням Коктебельської селищної ради. Розроблений авторською групою у складі: О. Маскевич, Є. Прочуханов і В. Коновалов. 

## Опис
Прямокутне полотнище із співвідношенням ширини до довжини як 2:3, що складається з синьої та червоної рівношироких горизонтальних смуг, розділених білою смугою (завширшки в 1/20 ширини полотнища). У центрі полотнища – малий герб селища, заввишки в 1/2  ширини прапора.  

## Зміст
Проект прапора побудований на основі герба селища і несе його символіку.